# 孫瀾
孫瀾（1553年—？），字子源，河南河南府洛陽縣人，民籍，明朝政治人物。

## 生平
隆慶元年（1567年）丁卯科河南鄉試第四十名，萬曆五年（1577年）丁丑科會試第二百七十三名，登三甲第八十六名進士。初授西乡县知县，七年任陕西洛川县知县，改任真定府井陉县知县，官至工部主事。

## 家族
曾祖孫鑑；祖父孫縉，曾任散官；父孫朴，曾任儒官。母徐氏。重庆下。